# Roos de Jong
Pour les articles homonymes, voir de Jong.
Roos de Jong, née le 23 août 1993, est une rameuse néerlandaise. Elle est médaillée de bronze en deux de couple féminin aux Jeux olympiques de 2020 avec Lisa Scheenaard.

## Carrière
En 2019, elle est médaillée de bronze aux Championnats du monde en deux de couple avec Lisa Scheenaard.
Passionnée de design, elle est la créatrice du visuel des tenues de l'équipe néerlandaise d'aviron pour les Jeux olympiques d'été de 2020 inspiré des dessins de l'artiste japonaise Mori Yuzan. Elle remporte la médaille de bronze du deux de couple lors de ces Jeux avec Lisa Scheenaard derrière la paire roumaine composée de Nicoleta-Ancuța Bodnar et Simona Radiș et la paire néo-zélandaise composée de Brooke Donoghue et Hannah Osborne.